# Evangelischer Mädchen-Pfadfinderbund
Der Evangelische Mädchen-Pfadfinderbund (EMP) war ein deutscher evangelischer Pfadfinderinnenbund, der von 1926 bis 1972 existierte. Mit Beginn des Jahres 1973 verschmolz er mit dem Bund Christlicher Pfadfinderinnen (BCP) und der Christlichen Pfadfinderschaft Deutschlands (CPD) zum Verband Christlicher Pfadfinderinnen und Pfadfinder.

## Geschichte
Im Burckhardthaus, einer Einrichtung des Evangelischen Jungmädchenwerks (später: Evangelischer Reichsverband weiblicher Jugend), wurde ab 1922 innerhalb der Jungschararbeit auch mit pfadfinderischen Methoden gearbeitet. 1925 wurden von den dänischen CVJM-Pfadfinderinnen sechs deutsche Mitarbeiterinnen auf einen Schulungskurs eingeladen. Diese bildeten den Kern des 1926 gegründeten Evangelischen Mädchen-Pfadfinderbundes, der sich in seiner Arbeit am skandinavischen Vorbild orientierte. Die theologische Ausrichtung des EMP wurde von Pfarrer Otto Riethmüller, dem Leiter des Burckhardthauses, maßgeblich beeinflusst.
Durch die Schulung weiterer Führerinnen und die Einrichtung einer Pfadfinderinnenseite in der Schülerinnenzeitschrift des Burckhardthauses wuchs der EMP schnell. 1933 umfasste er etwa 3.500 Pfadfinderinnen in 120 Scharen (Ortsgruppen).
Mit dem Ende 1933 vereinbarten Abkommen über die Eingliederung der Evangelischen Jugend in die Hitler-Jugend musste auch der EMP seine pfadfinderische Arbeit einstellen. Dennoch konnte an Pfingsten 1934 ein letztes Reichslager des EMP durchgeführt werden. Wenig später lösten sich fast alle EMP-Scharen offiziell auf und arbeiteten als sogenannte Dienstscharen in ihren Kirchengemeinden weiter. Diese Dienstscharen konnten als Teil der Evangelischen Jugend bis zum Ausbruch des Zweiten Weltkriegs verhältnismäßig ungestört existieren. Anders als nahezu alle anderen Pfadfinderbünde wurde der EMP während des „Dritten Reichs“ als Teil des Evangelischen Reichsverbandes weiblicher Jugend nicht verboten oder aufgelöst.
Schon 1944 wurde Minnie Otte, die ehemalige Führerin des EMP vom ehemaligen Landesjugendpfarrer der Evangelisch-Lutherischen Landeskirche Hannovers aufgefordert, mit Planungen für einen Wiederaufbau des EMP zu beginnen. Die Überlegungen dazu wurden von der Vorstellung geprägt, dass ein Pfadfinderinnenbund nach den Erfahrungen des Nationalsozialismus eine andere Form benötige. 1947 nahm dann der EMP seine Arbeit offiziell wieder auf.
Die vier deutschen Pfadfinderinnenbünde Bund Deutscher Pfadfinderinnen, Pfadfinderinnenschaft St. Georg, BCP und EMP gründeten 1949 den Ring Deutscher Pfadfinderinnenbünde als gemeinsamen Dachverband. Der RDP wurde 1950 in die World Association of Girl Guides and Girl Scouts und 1952 in den Deutschen Bundesjugendring aufgenommen.
Bis 1952 entstanden in allen Bundesländern wieder EMP-Gruppen – mit Ausnahme Bayerns, wo nach einer 1949 getroffenen Vereinbarung nur der BCP arbeiten durfte. Seine größte Ausdehnung erreichte der EMP gegen Ende der 1960er Jahre, als er fast 8.000 Mitglieder hatte.
Die zweite Hälfte der 1960er Jahre wurde auch im EMP von Forderungen nach Koedukation und veränderten Arbeitsformen geprägt. 1968 vereinbarten BCP, CPD und EMP eine Zusammenarbeit in der Ranger-und-Rover-Stufe. Durch einen 1969 gefassten Beschluss der CPD, dass diese ab sofort ein koedukativer Verband sei, gewannen diese Gespräche an Tempo. Bereits 1971 schlossen sich die ersten EMP-Länder und CPD-Landesmarken zusammen. Am 1. Januar 1973 fusionierten dann der BCP, die CPD und der EMP zum Verband Christlicher Pfadfinderinnen und Pfadfinder.
Einige hessische Gruppen verweigerten sich diesem Zusammenschluss und setzten ihre Arbeit unter dem Namen Evangelischer Mädchen-Pfadfinderbund Hessen bis in die 1990er Jahre fort.